# Argippo

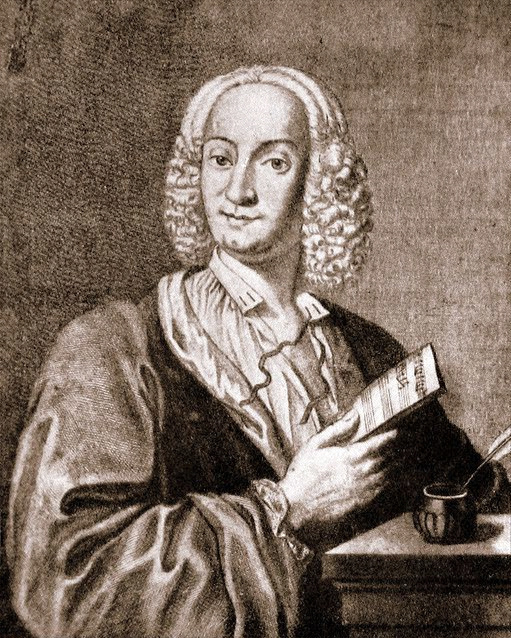
Antonio Vivaldi

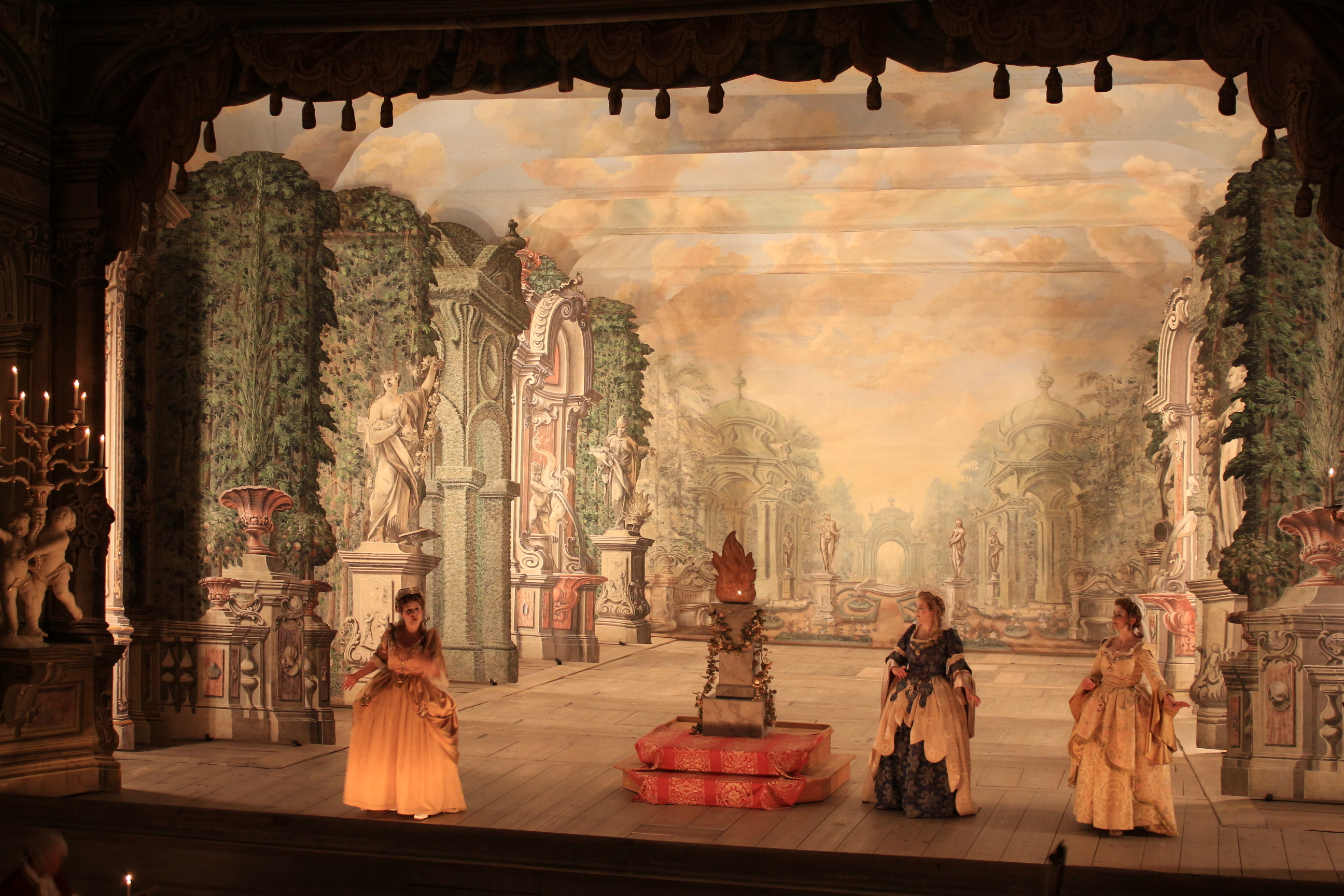
Barokní scéna v krumlovském zámeckém divadle

Argippo (RV 697) je opera od Antonia Vivaldiho, která byla poprvé uvedena roku 1730 v operním divadle hraběte Františka Antonína Šporka v Praze.

## Historie

### Vivaldi v Praze
Vivaldiho operní představení do Prahy přivezl benátský zpěvák a impresário Antonio Denzio, kdy zde skladatel uvedl šest svých oper ve šlechtickém divadle hraběte Františka Antonína Šporka, z nichž dvě byly zkomponovány přímo pro Prahu: Argippo (podzim 1730), a pasticcio Alvilda, Regina dei Goti (jaro 1731) a představení zřejmě řídil sám autor.

### Znovuobjevená opera a novodobé premiéry
Ačkoli libreto opery Argippo od Domenica Lalliho bylo známo, původní hudba byla považována za ztracenou, a to až do roku 2006, kdy její větší část (přes dvě třetiny) objevil v soukromém archivu rodu Thurn-Taxisů v Řezně cembalista a umělecký vedoucí barokního souboru Hof-Musici, Ondřej Macek. Řekl k tomu: "Zjistil jsem, že v roce 1733, tři roky po pražské premiéře, se italský operní soubor objevil v Řezně. Byli sem pozváni poté, co pražské divadlo vyhořelo." Ondřej Macek použil některé jiné Vivaldiho arie: "použil jsem hudbu z oper, které napsal ve stejné době, krátce před a těsně po datu premiéry a občas seděly [árie] skutečně dokonale."
Ondřej Macek si se svým ansámblem Hof-Musici zvolil Španělský sál Pražského hradu jako místo, kde 13 zpěváků a 24 hudebníků, provedlo obnovenou premiéru opery, poprvé od roku 1730. Později téhož roku byla opera provedena v zámeckém barokním divadle v Českém Krumlově, kde byl o rok později pořízen také zvukový i obrazový záznam opery.

## Děj
Opera se odehrává na indickém královském dvoře a blízkém okolí. Mladá princezna se beznadějně zamiluje do nepoctivého nápadníka.
Dílo má tři dějství a durata je přibližně 140 minut.

## Obsazení
| Postava  | Hlas        |
| -------- | ----------- |
| Argippo  | kastrát     |
| Osira    | soprán      |
| Silvero  | soprán      |
| Tisifaro | baryton     |
| Zanaida  | mezzosoprán |